# トーマス・ギャローデット

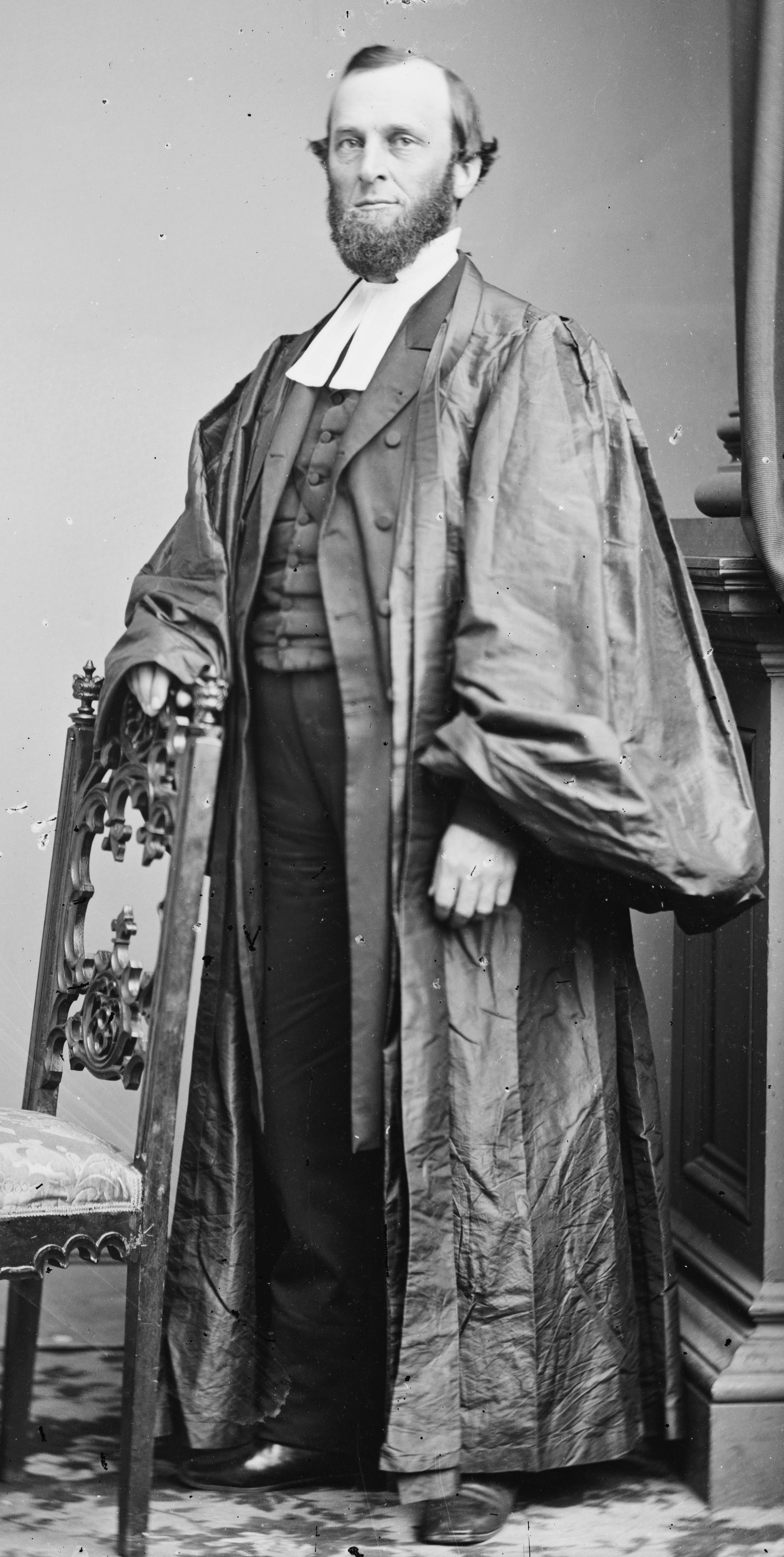
トーマス・ギャローデット

トーマス・ギャローデット（Thomas Gallaudet、1822年6月3日 - 1902年8月27日）は、米国聖公会の司祭である。コネチカット州ハートフォードで生まれた。彼の父トーマス・ホプキンズ・ギャローデットは、アメリカ合衆国の聾教育の有名な開拓者である。
ギャローデットはハートフォードのトリニティ・カレッジを卒業した後、ニューヨークの聾唖施設の教育員になった。そこで、彼はエリザベス・バッドと出会い、そして結婚した。彼女はギャローデットの母ソフィア・ファウラーと同様、聾者だった。
彼は父の足跡をたどるように、1852年にニューヨークで聾唖者のための教会「聖アン教会」、1885年にポキプシー近くで聾唖者のためのギャローデットホームを設立した。
トーマス・ギャローデットの生徒のうちの一人ヘンリー・ウィンター・サイルは、米国聖公会によって叙任された最初の聾者になった。
ギャローデットは死後、コネチカット州ハートフォードのシーダーヒルにある墓地に埋葬された。